# Astropecten validispinosus
Astropecten validispinosus är en sjöstjärneart som beskrevs av Oguro 1982. Astropecten validispinosus ingår i släktet Astropecten och familjen kamsjöstjärnor. Inga underarter finns listade i Catalogue of Life.